# Православие в ДР Конго
Православие в Демократической Республике Конго (бывший Заир) появилось вместе с приходом греческих торговцев в 30-х годах XX века. Греки возводили здесь небольшие храмы для себя, в основном в столице и в восточной части страны. Конго тогда была колонией Бельгии и коренное население не могло выбирать вероисповедание. Но особым покровительством колониальной власти пользовались католические миссии, которыми руководили бельгийцы. Поэтому, в частности, грекам не разрешено было проповедовать.
Но в 1958 году правительство разрешило учредить в Киншасе митрополию Александрийского патриархата, с которой все и началось. В 1960 году Конго получила независимость, и граждане получили право свободы вероисповедания. Контактируя с греками, некоторые конголезцы начали интересоваться Православием.
В 1968 году некоторое число конголезцев было крещено православными в городе Лубумбаши.
С начала 1970-х годов в Конго начинают проповедовать Афонские монахи. Одним из первых здесь был отец Хризостом (Папасарандопулос). Он трудился здесь с 1970 по 1972 годы, образовав в городе Кольвези самый крупный миссионерский центр. До отца Хризостома здесь был ещё один проповедник — отец Афанасий (Афидес).
С 1972 года ДРК появились первые православные «чёрные» священники, но число их увеличилось медленно, так как не было богословского образования, доступного для местных жителей. Одним из главных чернокожих проповедников был протоиерей Хризостом Чибасу (Tshibasu). Он был родом из Кананга, столицы провинции Лулуа и принадлежал к народности балуба, изначально крещёный в Католической церкви. В 1972 году стал священником в юрисдикции Александрийского патриархата. До 1990 года миссионер действовал по всей земле Касаи, обратив в православие тысячи конголезцев. В 1991 году протоиерей Хризостом Чибасу присоединился к греческой старостильной церкви «Синод противостоящих» и в 2012 году в его юрисдикции было 16 приходов и общин.
Дело отца Хризостома продолжил отец Амфилохий Цухос. Его трудами к 1975 году в Заире было уже три православных центра — к центру в Кольвези добавились миссии в Кананге и Бузи-Майи. Приняли крещение более 1200 человек. Был сделан перевод Евангелия на язык суахили-бора и выпущен на этом языке «Малый катехизис». Заложены храмы в деревнях Катумба, Киссоте и Кабуги. Появились часовни в деревнях Кипусси, Катумба, Киссоте и Кабуги. В городе Кольвези был построен храм Св. Георгия, завершено переложение на ноты Божественной литургии. В Киссоте, Кабуги и Муссиме основаны три православные школы.
С 1977 года здесь стал проповедовать отец Косма Асланидис, которого называют «апостол Заира». Приехав в Заир ещё мирянином, он много проповедовал и помогал в строительстве храмов. Позже вернулся в Грецию, принял монашество и уже монахом приехал обратно. Был во многих местах Заира и присоединил к Православию огромное количество народа. Это стало известно из его писем, отрывки из которых приводит его друг и ученик православный «черный» священник отец Феотим из Кольвези в своей книге «Мы будем жить в раю». Жизнь о. Космы закончилась трагически: он разбился на автомобиле в 1986 году.
Другой путь распространения Православия — это когда конголезцы сами начинали предпринимать шаги к созданию православных общин. При этом им помогали православные американцы и французы. Этим в 70-е годы занимался Свято-Сергиевский православный богословский институт в Париже. Так, к 1977 году появились священнослужители с образованием: один в Киншасе, два в Кольвези, один диакон в Гатанге и один в Казенге. В провинции Касая было максимальное количество православных, но верующие слабо наставлены в вопросах веры из-за недостатка учителей. В Киншасе самое значительное развитие Православия. Так, в 1975 году некий священник Кталан открыл в городе курсы пастырского богословия и организовал приход с числом верующих более 600 человек. Приходу удалось собрать деньги и послать учиться двух человек в Свято-Сергиевский православный богословский институт в Париже. Также они добились выделения участка для строительства храма.
В 1987 году трудами митрополита Центральной Африки Тимофея в Заире появился первый женский монастырь. Насельницами стали 12 монахинь, все — коренные жительницы Заира. Кроме этого, ещё существовало 45 православных общин, состоящих из африканцев.
Сколько сейчас в Конго православных — вопрос затруднительный. По всей Африке нет более или менее точных данных, и по Конго вообще трудно что-либо говорить. Современная история этой страны — это одна большая гражданская война. Родом отсюда, кстати, известный многим по названию Университета Дружбы народов в Москве пламенный борец за свободу Патрис Лумумба. Он пытался захватить власть в стране, и его сторонников тогда, в 1960 году, поддерживал Советский Союз.
В 2002 году с 1 по 23 февраля в Конго был с официальным визитом Патриарх Александрийский и всей Африки Пётр VII. Его встречал митрополит Центральной Африки Тимофей.